# 大木梓彩
大木梓彩（おおき あずさ，1993年11月7日—）是出身於日本千葉縣的童星，女演員。屬於ジョーズカンパニー的一員。
身高150公分。有妹妹與弟弟。是有主演音樂劇經驗的實力派。2006年度開始，在受歡迎的節目天才兒童MAX中擔任TV戰士演出中。

## 天才兒童MAX
- 是『MAX』中第一位,也是從『WIDE』時代數來6年沒出現過的中學生新人戰士。獲得很多期待,並且發揮了從舞台表演培養的實力而活躍。
- 父親長得很像TIM的Golgo松本,節目中也有提到她的父親在洗完澡後會邊走邊唱「サザエさん之歌」。也有用照片和預錄影片的方式在節目中登場過, Golgo松本本人與其他TV戰士也說兩人長得「簡直是一模一樣」。
- 與同樣是2006年度新人的加藤Gina是好朋友。在一起參加的『天TV 女子一輪車部』中,兩人以旋轉圈中心角色為目標,進行了堂堂正正的競賽。另外也在2007年1月的現場直播『快樂星期天』的新春歌唱大賽中,兩人一起熱情演唱小林幸子的「大江戸喧嘩花」。
- 在2006年度的『這裡是「週刊優克迪爾」編輯部』中,以「奇跡の指先！！(奇蹟的手指!!)」為題,表示她除了有像男孩子一樣大膽挑戰攀登的勇氣之外,也有著能把蘋果皮削的很細長的纖細一面。看到她削蘋果的樣子,讓人聯想到了母親削蘋果的樣子,其手指的靈巧得到了TV戰士們的稱讚。

## 主要演出
- NHK教育「天才兒童MAX」（2006年度～）
- ファミリーコンサート「ココ・スマイル」　（2006年度 セシオン杉並）
- ファミリーミュージカル「ココ・スマイル４」～金星のステージ～　ココ役　（2005年度 銀座博品館劇場）

## 外部連結
- ジョーズカンパニー* （页面存档备份，存于）